# El.En.
El.En. S.p.A. è un'azienda italiana, nel settore optoelettronico e dei sistemi laser per applicazioni medicali, industriali e per il restauro conservativo di monumenti. L’azienda nasce a Firenze nel 1981 ed è uno dei principali produttori di laser per utilizzo medicale e chirurgico a livello mondiale.
La società è quotata presso la Borsa valori di Milano negli indici FTSE Italia Mid Cap e FTSE Italia STAR con codice isin: IT0001481867 e codice alfanumerico: ELN.

## Storia
El.En. S.p.A. è fondata a Firenze nel 1981 da Leonardo Masotti, ingegnere e docente di elettronica all’Università di Firenze con la collaborazione di Barbara Bazzocchi, sua moglie, e di Gabriele Clementi, uno dei migliori allievi del docente. L’idea di partenza è trasformare i risultati delle ricerche in prodotti e brevetti vendibili sul mercato. Il nome El.En. deriva da electronic engineering.
Il primo sistema laser medicale viene realizzato nel 1983. El.En. è la prima azienda al mondo a realizzare laser medicale per la stimolazione. Negli anni successivi la gamma dei prodotti si amplia, sempre rimanendo nell'ambito della tecnologia laser, con nuove applicazioni per il settore medicale e con l'avvio della produzione di sistemi laser per l’industria.
Il vero sviluppo dell'azienda avviene però negli anni novanta, con la costituzione di marchi ai diversi settori (Deka per il settore medicale e El.En. per la produzione di sorgenti laser ad anidride carbonica e sistemi di scansione a galvanometri) e l'avvio della produzione di sistemi laser industriali per il taglio dei metalli. Entrano inoltre a far parte del gruppo la Valfivre, la Quanta System, Ot-las, e Asa ed è fondata la Cutlite Penta che produce sistemi industriali di taglio dei materiali.
Nel 2000 l’azienda è quotata in borsa e inizia l’espansione all’estero: acquisizione della Cynosure e della Lasercut, entrambe negli Stati Uniti, Asclepion in Germania.

## Il gruppo
Oggi El.En. S.p.A. è la capofila di un gruppo di più di 30 aziende attive in tutto il mondo che sviluppano e producono sistemi laser per la medicina, l’industria e il restauro e la conservazione del patrimonio artistico.

### Medicina
Fra i pionieri dell’applicazione del laser a uso medicale, El.En. S.p.A. produce apparecchiature laser medicali utilizzate in dermatologia, chirurgia, estetica, fisioterapia, odontoiatria, ginecologia.

### Industria
El.En. S.p.A. produce sia sorgenti laser ad anidride carbonica che componenti per la realizzazione di sistemi laser industriali per la lavorazione di materiali. I settori di applicazione spaziano dal taglio, marcatura e saldatura di plastica, legno, vetro, decorazione di pelli e tessuti, laser e sverniciatura laser di supporti metallici e non.

### Restauro e conservazione
Attraverso la business unit Light For Art, El.En. produce laser e sistemi per il restauro conservativo di opere d'arte. In questo settore l’azienda ha spesso avviato iniziative di mecenatismo per la tutela del patrimonio artistico.

## Dati economici e finanziari
Dal bilancio al 31 Dicembre 2020 risulta che il Gruppo El.En. ha un fatturato consolidato di circa 410 milioni di Euro ed un utile netto consolidato di 20 milioni di Euro.
Al 31 Dicembre 2020 il gruppo El.En. ha circa 1.600 dipendenti in tutto il mondo, di cui circa 700 in organico alla capogruppo.

## Consiglio di amministrazione
Attualmente (marzo 2021) il consiglio di amministrazione è così composto:
- Presidente del consiglio di amministrazione: Gabriele Clementi

- Consiglieri delegati: Andrea Cangioli, Barbara Bazzocchi

- Membri del consiglio: Fabia Romagnoli, Michele Legnaioli, Alberto Pecci

- Direttore generale: Paolo Salvadeo

## Principali partecipazioni
Nel marzo 2021 le quote di partecipazione dell'azienda sono così composte: 
- Deka M.E.L.A. srl - Calenzano (Italia) - 85%
- Pharmonia srl - Calenzano (Italia) - 100%
- BRTC - New York (USA) - 100%
- Cutlite do Brazil Ltda - Santa Catarina (Brazile) - 98,27%
- DEKA S.a.r.l. - Vienne (Francia) - 100%
- OT-LAS Srl - Prato (Italia) - 88,88%
- Asclepion Laser Technologies GmbH - Jena (germania) - 50%
- Quanta System SpA - Varese (Italia)
- Lasit SpA - Napoli (Italia) - 70%
- DEKA Co Ltd - Kanagawa (Giappone) - 55%
- Estelogue srl - Calenzano (Italia) - 50%